# Smalaträsket
Smalaträsket är en sjö i Luleå kommun i Norrbotten och ingår i Luleälvens huvudavrinningsområde. Sjön har en area på 0,293 kvadratkilometer och ligger 22 meter över havet. Sjön avvattnas av vattendraget Åkerbäcken.

## Delavrinningsområde
Smalaträsket ingår i det delavrinningsområde (729689-177306) som SMHI kallar för Ovan Marsbäcken. Medelhöjden är 47 meter över havet och ytan är 19,79 kvadratkilometer. Det finns ett avrinningsområde uppströms, och räknas det in blir den ackumulerade arean 55,02 kvadratkilometer. Åkerbäcken som avvattnar avrinningsområdet har biflödesordning 2, vilket innebär att vattnet flödar genom totalt 2 vattendrag innan det når havet efter 21 kilometer. Avrinningsområdet består mestadels av skog (79 procent). Avrinningsområdet har 0,58 kvadratkilometer vattenytor vilket ger det en sjöprocent på 2,9 procent.